# Gilia tenuiflora
Gilia tenuiflora är en blågullsväxtart. Gilia tenuiflora ingår i släktet gilior, och familjen blågullsväxter.

## Underarter
Arten delas in i följande underarter:
- G. t. amplifaucalis
- G. t. arenaria
- G. t. hoffmannii
- G. t. tenuiflora

## Bildgalleri

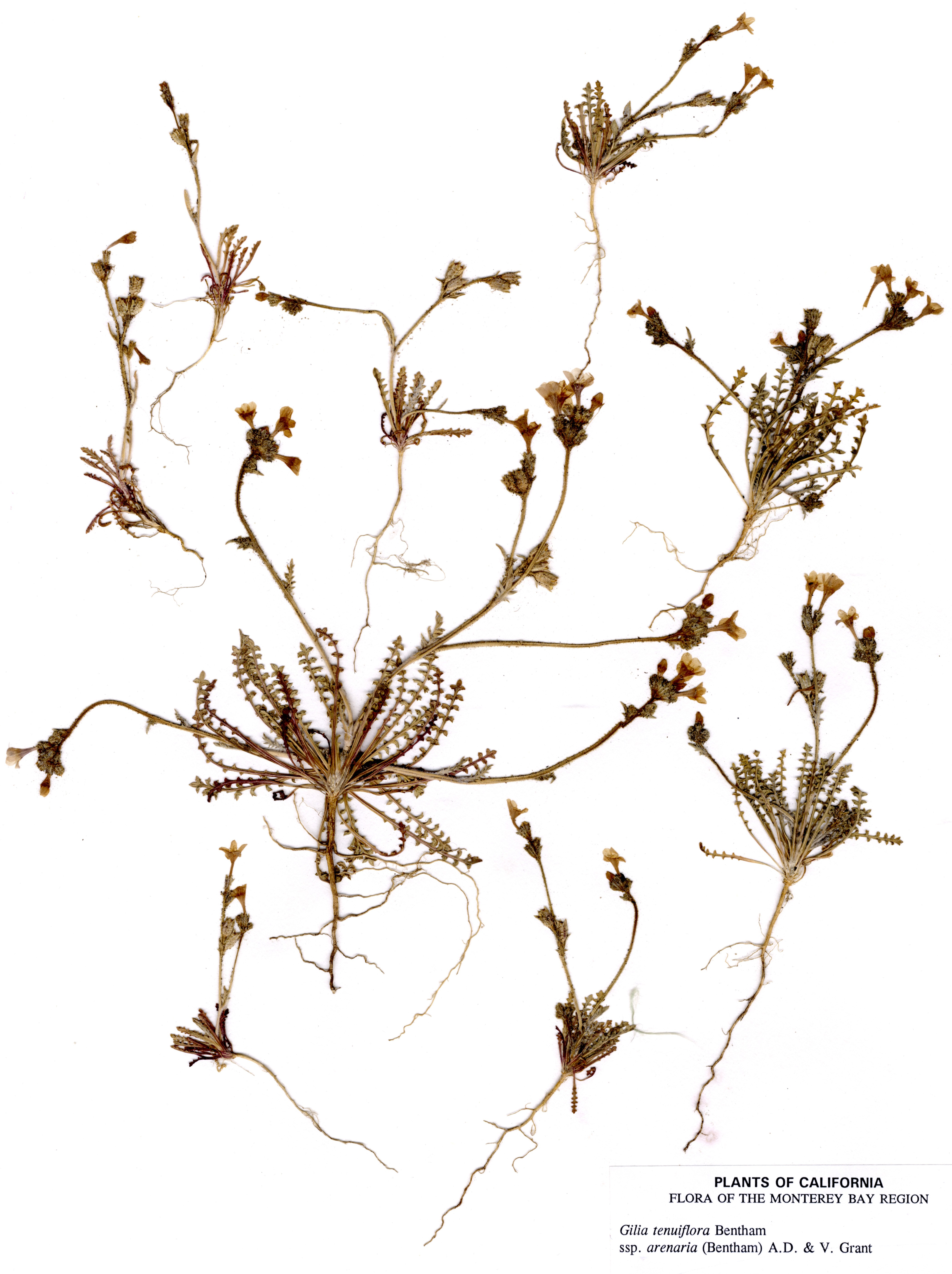